# Extirpación de idolatrías

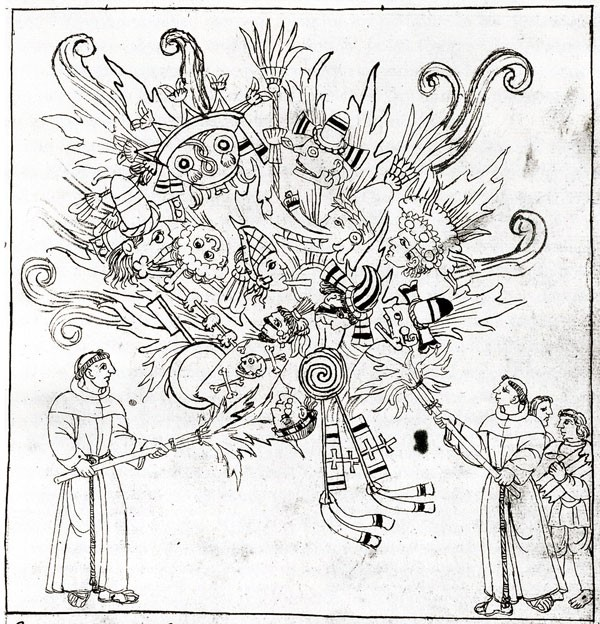
Destrucción de códices, atavios y ropas de los sacerdotes originarios llevada a cabo por los frailes fransciscanos españoles en México, Lienzo de Tlaxcala, circa 1585.

La extirpación de idolatrías hace referencia principalmente a las políticas y prácticas institucionalizadas de la Corona Española de erradicación forzosa de las religiones originarias y suplantación de las mismas con la religión católica en el Virreinato del Perú durante los siglos XVI y XVII. En el Virreinato del Perú, la extirpación de idolatrías fue complementaria a las actividades de la Inquisición española (o Tribunal del Santo Oficio de la Inquisición), ya que las personas nativas no estaban sujetas a la inquisición ya que se los consideraba neófitos en la fe católica.
La extirpación consistió en la destrucción de las huacas —adoratorios, apachetas, esculturas y piedras de adoración de los indígenas (como illas llama o bezoares)—, la prohibición de ofrendar y bailarle a las deidades andinas, y la confiscación de objetos de oro y plata, además de la incineración de tejidos finos, queros de madera, tambores y los cuerpos momificados de los antepasados (los mallki). Asimismo, se capturó, torturó y encarceló los practicantes de las religiones originarias. A los condenados por los extirpadores se les daba, como castigo y penitencia: la pena de azotes, la confiscación de bienes, la exposición y humillación pública, el rapado de la cabeza y el corte de cejas, el portar la cruz al cuello a perpetuidad o por un cierto período mínimo de seis meses, la pena de destierro y la pena de galeras.
Las grandes campañas de extirpación de idolatrías se aplicaron principalmente en el arzobispado de Lima (en las provincias coloniales de Huarochirí y de Cajatambo); también hubo otras campañas de igual magnitud (pero con registros escasos) en las provincias de Huamachuco, Huamanga, Cuzco, Arica, Atacama, Huaylas, Arequipa, y en las Audiencias del Río de la Plata, Quito y Charcas. No obstante, impactaron mucho en los pueblos donde se realizaron y aparte de atentar contra las religiones andinas y sus actividades de comunión con las deidades locales, también se afectó la identidad cultural de los pueblos afectados y disminuyó la cohesión social de los grupos étnicos.

## Etimología del término

### Idolatría
La idolatría hace referencia a la adoración a los ídolos. En el Concilio de Trento (1545-1563), la Iglesia católica afirmó que las imágenes religiosas cristianas de Cristo, de la Virgen y de otros santos no eran seres sagrados más si eran representaciones de estos, por lo que era correcto adorar a las imágenes a través de besos o el arrodillarse al estar frente a estas, o usarlas como medio para comunicarse con Dios. Cualquier adoración a otros ídolos, fueron calificadas como paganas, infieles o idolátricas.
El contexto de la época marca a los evangelizadores y conquistadores con ideologías cristianas como la del filósofo italiano del siglo XIII Tomás de Aquino, quien advierte que tanto la herejía como la idolatría son pecados contra la fe y «que cualquier cosa inventada por el hombre para hacer y adorar ídolos o para dar culto a una criatura es supersticioso».

## Extirpación en el Virreinato del Perú

### Inicios de la extirpación en elsigloXVI
La lucha contra las religiones originarias, especialmente las andinas, se había iniciado con la Conquista en el siglo XVI. Estas campañas consistieron en la destrucción de esculturas y piedras, adoratorios y huacas utilizados por la población local.

### Extirpación institucionalizada en elsigloXVII

#### El primer extirpador de idolatrías
En 1609, el presbítero doctrinero de la reducción de San Damián en la Huarochirí, Francisco de Ávila, puso a las autoridades coloniales en Lima en alerta al denunciar sus feligreses andinos de proseguir clandestinamente con los cultos originarios. Ávila afirmó que los indígenas de su parroquia, pese a ser bautizados desde hace mucho tiempo, eran idólatras y rendían culto a las deidades andinas como antes de la conquista. Esta denuncia desencadenó en las autoridades civiles y religiosas las campañas institucionalizadas para extirpar la idolatría. Es así que en 1610, Ávila fue nombrado el primer juez extirpador de idolatrías por el arzobispo de Lima, el español Bartolomé Lobo Guerrero.

#### Campañas entre 1609 y 1622
A partir del sínodo de Lima de 1613, el sistema de visitas de idolatrías se formalizó en el derecho canónico siguiendo el modelo de la Inquisición, aunque con diferencias de procedimientos y dirigido a sujetos distintos: los indígenas apóstatas. El juez visitador, o Visitador General, era acompañado por lo menos por un fiscal y un notario. Las campañas de extirpación de idolatrías cumplieron la doble tarea de servir fines judiciales y de evangelización. De acuerdo a Pierre Duviols,

cuando un equipo llega a un pueblo, el visitador debe publicar el ‘edicto de gracia’ por el cual se conceden tres días a los indígenas para entregar sus huacas, denunciar a los demás idólatras, hechiceros, etc. Luego se exhiben los ídolos, se manifiestan los hechiceros, y se hace un inventario de ellos. Después se puede proceder a sesiones públicas de abjuración y absolución, seguidas de la cremación de las huacas en la plaza del pueblo y de la destrucción a los adoratorios y templos paganos fuera del pueblo. Por último, se debe aplicar a los ‘hechiceros y dogmatistas’ las penas previstas por el Concilio III, con el subsiguiente ‘apartamiento’ de los tales

Movido por la campaña de extirpación de idolatrías, el virrey del Perú de 1615 hasta 1621, Francisco de Borja y Aragón, príncipe de Esquilache, fundó en 1620 en el Cercado de Lima el colegio para los hijos de caciques (a llamarse el colegio del Príncipe) y la adjunta casa de reclusión de Santa Cruz, para los "dogmatistas y hechiceros". Ambas instituciones estuvieron a cargo de los jesuitas y contaron con el apoyo del arzobispo de Lima.

#### La masacre de Yauyos
En el contexto de las extirpaciones de idolatrías, el cronista Felipe Guamán Poma de Ayala presenció, en su viaje a Lima en 1614, y denunció los excesos y abusos de los curas de la doctrina de San Cristóbal en la provincia de Yauyos. En su crónica nos menciona que estos curas acusaron falsamente de "hechiceros" a los indios de Yauyos, y que consiguientemente los "colgaron" y "atormentaron" para que admitiesen su supuesto delito de idolatría. Posterior a estos sucesos llevaron cien indígenas al juez de Castrovirreyna para que los azotase "cruelmente" y los llevase a la cárcel; estando en prisión "sin darle de comer ni ropa" se murieron 80 indios según lo contado por este cronista:

Estando en este estado ubo un alboroto y daños de los pobres que le auía leuantádole testimonio a los yndios Yauyos, Uachos los quras de las dotrinas de San Cristóbal. Dizen que abía pedido el dicho padre que le diesen yndios rrescatadores y muchas solteras para texer rropa y de otros tratos y trauajos. Respondió don Pedro. Y de ello para hazelle mal y daño a los yndios, leuanta testimonio, deziéndole hechisero que adoraua a las piedras.
Y para ello comensó a colgalle de uno a uno a los biejos y biejas y a los niños y atormentalle hasta hazelle hablar falsamente. Con el dolor dixeron que tenía uacas ýdolos; mostrauan piedras de deferentes maneras. 
Y ancí trageron a cien yndios y les asotó muy cruelmente con el jues de Castrouirreyna. Y en la cárzel cin dalle de comer ni rropa, se murieron ochenta yndios tributarios y biejos, yndias.
Con el principal don Pedro, el dicho padre les quitó todas las galanterías y baxillas de plata y topos [prendedor] y rropa con que ellos en las fiestas cantan y dansan y baylan, como aquilla [vasija de plata] y topos y bestidos, todo de plata, y rropa de cunbe [tejido fino] y de auasca [corriente], uacra [cuerno], pluma chacpac de lana colorado. De todas las casas ajuntó, y de ella hizo baxillas y de la llana, sobrecama.

¡O, gran Dios mío, señora Santa María, o altícimo señor, nuestro rrey católico, doleos de ello de la criatura hechura que le costó tanto trauajo y castigos y tormentos y muerte y conprado con su preciosa sangre, doleos, Jesucristo, de buestros pobres! ¡O, señor, nuestro rrey, de buestra hacienda cómo se a perdido ochenta ánimas!

Esto pasó en el año de 1614: Estubo el dicho autor el Día de la Cenisa oyendo un sermón tan espantable del dicho padre en que dezía que le auía de matalle y curalle como a carneros, caraches y desollalle a los yndios. Como oyó el dicho autor de las malas palabras y sermón, luego en esa ora sale el autor por no uer más tantos tormentos de los pobres, questaua ya muy harto de uella en el mundo. Pero fue forsoso de sauella por auerse muerto ochenta ánimas, hazienda de su Magestad, a quien le duele como cosa suya y propia que le costó su trauajo y propetario, rrey.

#### Campañas entre 1649 y 1670
En la segunda etapa del proceso de extirpación, entre 1649 y 1670, los jesuitas dejaron de participar.

#### Extirpación de idolatrías posteriores a 1670
La extirpación de idolatrías se llevó a cabo hasta fines del siglo XVIII e inicios del siglo XIX; un caso muy notable fue el sucedido entre 1751 y 1755 en el pueblo de Andagua (Arequipa) con el cacique Gregorio Taco y sus seguidores, denunciados por idolatría al descubrirse que adoraban mallkis, paqarinas y machayes. Este caso fue procesado por el corregidor Joseph de Arana, él llevó a cabo los juicios y la quema de momias en 1753:

Acompañado del cura Don Joseph Delgado del Casique y Alcaldes, segundas y otras personas del Pueblo de Andagua, pasé a las grutas en donde los yndios de dicho Pueblo visitaban y veneraban cadaveres de gentiles, i las hallé llenas de piedras hasta las puertas, que se pusieron y serraron de orden del Corregidor de esta Provincia mas por reconocer si en los interiores avia adoratorios que destruir, o solo que dar al fuego, mande abrirlas y no aviendo hallado cosa alguna de los dichos porque el estado Corregidor las arruinó y quemó los cadaveres se bolvieron á serrar, despues ordené por autho publicado en la yglesia presente la feligrecia i congregada con anticipacion para estos fines, que todos los que supiesen de los reos de ydolatrias, brujerias i abusos pasasen a denunciarlos ante mi

Posteriormente, Joseph de Arana, dio sentencia que los indios de Andagua y su líder Gregorio Taco sean desterrados, expulsados y azotados:

Y por lo que hase a los delitos de ydolatria cometidos por aquellos yndios, consta de los autos y nuebo prozezo, hallase absolutamente, complizes en este crimen todos aquellos yndios, que estan presos en la carzel de Chuquibamba por orden del General Don Joseph de Arana; siendo de ellos prinsipal reo y inducidor Gregorio Taco, a quien (por allarse este con sobradas combeniencias y ser de los yndios caziques prinsipales) davan los demas siego asenso en sus engaños: por lo qual es de sentir el Fiscal, que dicho reo con todos los demas cooperantes sean (siendo Vuestra Señoria servido) conduzirlos a esta carzel publica, ó al mismo Pueblo de Andagua, si hubiere en el oportunidad de tenerlos prezos, para que siendo este el lugar del delito, se les dé alli la pena que sea exemplo y terror a los demas yndios que se allan oy en dicho Pueblo sin delito calificado. 
Y en qual quiera de las dos partes que Vuestra Señoria, tubiere por combeniente sean puestos dichos ydolatras a la publica vengansa, en havito de penitentes con corosas en las cavesas, y de esta suerte, a voz de pregonero que publique sus delitos, se les den dozientos asotes; lo qual executado se les impondrá pena de destierro; separandolos unos de otros porque con la compañía y union de ellos, no prenda otra ves la sisaña.

## Extirpación en otros territorios
Los investigadores inicialmente encontraron documentos sobre la extirpación de idolatrías en el Virreinato del Perú. Estudios posteriores han demostrado que se llevaron a cabo acciones de extirpación en el Arzobispado de Charcas y en Arzobispado de La Plata.

### Virreinato de Nueva España
En el Virreinato de Nueva España, el obispo español y franciscano Diego de Landa, a través de la Inquisición, entre 1574 y 1579, procedió a aplicar medidas para extirpar la idolatría maya en la península de Yucatán como fueron los interrogatorios, los castigos, la prisión, la tortura (por ejemplo, la garrucha), y hasta la ejecución de los acusados. El gobernador de Yucatán, Guillén de las Casas, desde su llegada a la península en 1577 se opuso a las campañas del obispo insistiendo en forma pública que el castigo a los indios idólatras correspondía a su jurisdicción.

## Extirpadores de idolatrías

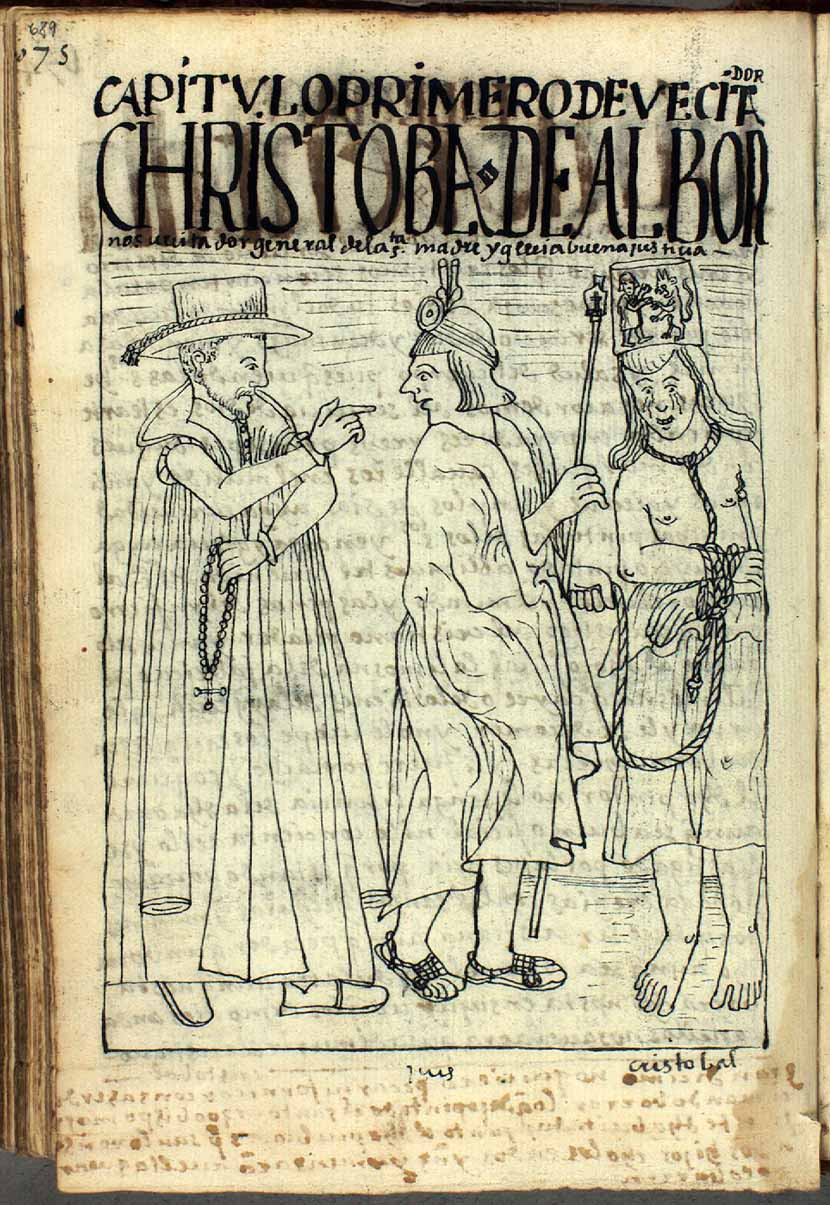
Ilustración de Cristóbal de Albornoz por Guamán Poma, circa 1615

Para algunos sacerdotes, el prestar servicios como extirpadores de idolatrías fue una forma de acumular méritos religiosos ante las autoridades políticas y eclesiásticas, y con ello «aspirar a dignidades superiores en los templos o lugares más centrales, de mayor prestigio y de mejor renta». Es así que en algunos casos, varios curas locales que iniciaron acciones de extirpación antes de recibir el título formal de Visitador de Idolatrías entregado por su arzobispo, como si pasó con Francisco de Ávila en 1610.

### Extirpadores
- Estanislao de Vega Bazán
- Bernardo de Noboa
- Francisco de Otal
- Benito Bravo